# Bâtiment du ministère de la Forêt et des mines et du ministère de l'Agriculture et de la Gestion de l'eau
Le bâtiment du ministère de la Forêt et des Mines et du ministère de l'Agriculture et de la Gestion de l'eau (en serbe cyrillique : Палата Министарства шума и руда и Министарства пољопривреде и вода ; en serbe latin : Palata Ministarstva šuma i ruda i Ministarstva poljoprivrede i voda) est situé à Belgrade, la capitale de la Serbie, dans la municipalité urbaine de Savski venac. Construit entre 1923 et 1928, il est inscrit sur la liste des biens culturels de la Ville de Belgrade.
Le bâtiment du ministère de la Forêt et des Mines et du ministère de l'Agriculture et de la Gestion de l'eau, situé 24-26 rue Kneza Miloša, abrite aujourd'hui le Ministère serbe des Affaires étrangères.

## Présentation
Le bâtiment du ministère de la Forêt et des Mines et du ministère de l'Agriculture et de la Gestion de l'eau a été construit en 1923 selon les plans des architectes Dragiša Brašovan et Nikola Nestorović ; il était à l'époque doté d'un seul étage ; en 1926, son achèvement a été confié à l'architecte Nikola Krasnov, qui, notamment, suréleva l'ensemble. Les travaux s'achevèrent en 1928.
La composition d'ensemble de l'immeuble, avec sa volonté d'équilibrer l'ensemble de ses éléments, est caractéristique de l'académisme, prévalant à Belgrade dans l'entre-deux-guerres pour la construction des bâtiments publics. La façade est rythmée par un ensemble de fenêtres, une corniche formant une nette avancée et des balustrades. Les angles de l'édifice sont surmontés de dômes particulièrement ornés. Les façades sont décorées de sculptures et de reliefs en bronze et en pierres artificielles, dessinés par les sculpteurs Dragomir Arambašić, Živojin Lukić et Petar Palavičini, représentant les activités liées aux fonctions du ministère, avec des personnifications de la forêt et des moissons, situées au sommet des dômes ; les façades sont ornées d'allégories de l'élevage, de l'agriculture et de la culture de la vigne.